# Szabolcs Ernő
Szabolcs Ernő; Singer (Budapest, 1887. április 23. – Budapest, 1964. február 27.) színész, rendező, színigazgató.

## Pályafutása
A bécsi kereskedelmi akadémia elvégzése után az Országos Ipartestületben a kiállítási ügyeket végezte. 1911-ben lépett a színipályára, a Vigszinkörben, onnan előbb Feld Zsigmondhoz, majd vidékre került. 1912-ben a Ferenczy-Kabaréban játszott. 1913 szeptember havában a Budapesti Színháztól a Király Színházhoz szerződött és szeptember 20-án mutatkozott be a Mozikirály premierjén, majd a Projetográph R. t. szerződtette és az Apolló-Kabaré vezetője volt. 1920-ban a Vígszínház titkára lett, három év múlva meghívták főrendezőnek a Fővárosi Operettszínházhoz, ahol 1924. november 24-én helyettes igazgatóvá léptették elő. 1930–31-ben az Andrássy úti, 1931–32-ben a Bethlen téri Színpad főrendezője volt, 1932–33-ban a Pesti Színházban rendezett. 1930 és 1935 között és 1939-ben a Fővárosi Operett-, 1932–33-ban és 1936–37-ben a Víg-, 1935-ben és 1937–38-ban a Royal, 1935–37 között a Városi, 1937-ben a Művész Színházban működött mint rendező, majd 1942 és 1944 között az OMIKE Művészakció bemutatóit vitte színpadra. 1945-ben a Fővárosi Operettszínházban, 1946-ban a Béke Színházban és a Royal Revü Varietében, 1947–48-ban Szegeden, 1948-ban a Magyar, 1948–49-ben a Modern Színházban dolgozott, majd ezt követően 1949–51-ben a Fővárosi Varietében, 1951-ben a Kisvarietében, 1957–58-ban és 1960-ban a Kamara Varietében működött.

## Családja
Apja Singer Sándor, a Singer és Wolfner könyvkiadó cég beltagja volt (meghalt 1926. december 16-án), anyja Schőn Sarolta (Jenny). 
Neje Szöllősi Rózsi (Schvartz Róza Regina) színésznő volt, akivel 1911. december 14-én Budapesten, az Erzsébetvárosban kötött házasságot, majd 1927-ben elváltak.
Második felesége Schwartz  (Svartz) Piroska (Budapest, 1902. március 11. – Budapest, 1969. november 18.) volt, tőle született Sándor fia (1928 - 1945. március 25).
Házastársai testvérek voltak, szüleik neve Schwartz Jakab és Neiman Janka.

## Fővárosi Operettszínház (Ma: Budapesti Operettszínház)
- Kemény Egon – Bródy István – Harmath Imre: „Kikelet ucca 3”. ("Kikelet utca 3.") Pesti operett 3 felvonásban, nagyoperett. Történik: 1929-ben. Színhely: Budapest, a Ferencvárosban (Franzstadt) és a Ligetben. Bemutató: Fővárosi Operettszínház (ma: Budapesti Operettszínház), 1929. április 27. Főszereplők: Somogyi Erzsi, Eggerth Márta, Fejes Teri, Kertész Dezső, Sarkadi Aladár, Halmay Tibor, Kabos Gyula, Szirmai Imre. Rendező: Szabolcs Ernő Karmester: Ábrahám Pál. Díszlet: Gara Zoltán. Ruhatervező: Váradi Tihamér. Jelmez: Berkovits Andor. A táncokat betanította: Rott Ferenc.

## Royal Revü Varieté
- Kemény Egon – Nádassy László: „Éva és a férfiak” Bemutató: 1945. december 22. Royal Revü Varieté. Igazgató: Ehrenthal Teddy. Fő szerepekben: Kelemen Éva, Gozmány György, Rátonyi Róbert, Kardos Magda, Soltész Any, Antalffy József, Pártos Gusztáv. Közreműködött: Chappy (Orlay Jenő) 15 tagú szimfonikus jazz-zenekarával. Rendező: Szabolcs Ernő.
- Kemény Egon – Szenes Iván: „Kiigényelt szerelem” Bemutató: 1946. február 1. Royal Revü Varieté (Farsang 1946 – Konfetti), Igazgató: Ehrenthal Teddy. Fő szerepekben: Kardos Magda, Lugosi György, Kollár Lívia, Murányi Lili, Varga D. József, Dezsőffy László. Kisért: Chappy (Orlay Jenő) 15 tagú zenekara. Rendező: Szabolcs Ernő.

## Főbb rendezései
- Kálmán I.: Három grácia
- Ábrahám P.: Zenebona, Az utolsó Verebély lány
- Eisemann M.: Zsákbamacska, Én és a kisöcsém, Meseáruház
- Kálmán I.: Joséphine császárnő
- Fényes Sz.: Pusztai szerenád
- Jacobi V.: Sybill

## Filmszerepei
- Krausz doktor a vérpadon (1913, szkeccs) ... tökfilkó
- Szerbia hadat üzen! (1914, rövid)
- A paradicsom (1915, szkeccs)
- A szerencse fia (1916) - Dávid, börzeügynök

## Producer
- Az ősasszony (1919, Antal Józseffel, Szalai Ödönnel)